# 台湾小米草
（學名：Euphrasia transmorrisonensis）为列當科小米草属下的一个种，為台灣特有種。

## 扩展阅读
- 維基物種上的相關：台湾小米草